# 贝斯 (多尔多涅省)
贝斯（法語：Besse，法語發音：[bɛs] ⓘ）是法国多尔多涅省的一个市镇，属于萨拉拉卡内达区。

## 地理
贝斯（44°40'8"N, 1°6'22"E）面积16.2 平方千米，位于法国新阿基坦大区多爾多涅省，该省份为法国西南部内陆省份，是法國本土面积第三大的省，大致对应佩里戈尔地区，北起顺时针与夏朗德省、上维埃纳省、科雷兹省、洛特省、洛特-加龙省、吉倫特省和滨海夏朗德省接壤。
与贝斯接壤的市镇（或旧市镇、城区）包括：圣庞蓬、佩里戈尔自由城、康帕尼亚克-莱凯尔西、杜瓦萨、马米尼亚克、圣塞尔南德莱尔姆、佩里戈尔地区普拉。

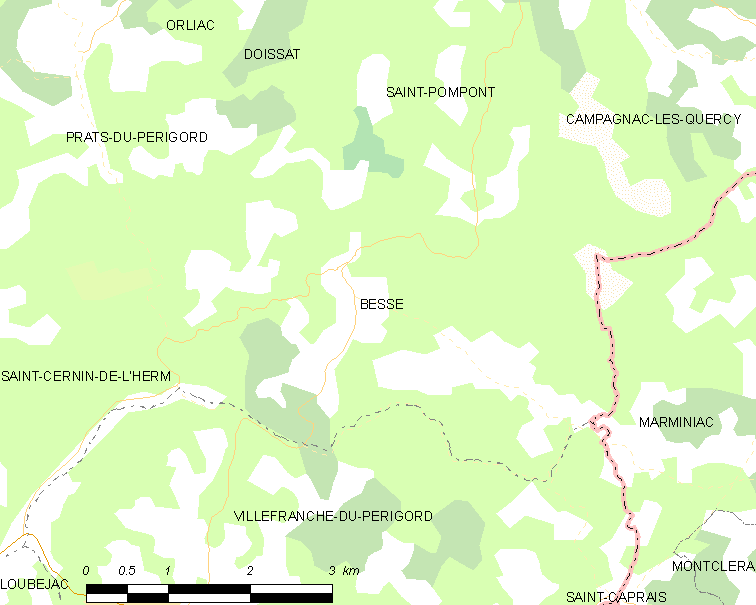
的OSM定位图

贝斯的时区为UTC+01:00、UTC+02:00（夏令时）。

## 行政
贝斯的邮政编码为24550，INSEE市镇编码为24039。

## 政治
贝斯所属的省级选区为多尔多涅河谷县。

## 人口

1962-2008年间人口变化图示

贝斯于2022年1月1日时的人口数量为153人。